# Szarkó
Szarkó (Sarcău) település Romániában, a Partiumban, Bihar megyében.

## Fekvése
A Réz-hegység nyúlványai alatt, Székelyhídtól délre, Szalárdtól délkeletre, Almásfegyvernek északkeleti szomszédjában fekvő zsákfalu.

## Története
Szarkó nevét 1800-ban a Csáky család oklevele említette először Szarko néven.
1808-ban Szarkó, Szarkeni, 1913-ban Szarkó néven írták.
A 19. század első felében gróf Csáky József volt a földesura.
1851-ben Fényes Elek írta a településről:
Bihar vármegyében, a Lakságon, egy dombtetőn, 227 görög katholikus lakossal, anyatemplommal. Határa 716 hold, ... Vize az Almás patak. Birja gróf Csáky György.
1910-ben 209 lakosából 8 magyar, 188 román volt. Ebből 198 görögkatolikus, 5 görögkeleti ortodox, 3 izraelita volt.
A trianoni békeszerződés előtt Bihar vármegye Szalárdi járásához tartozott.

## Nevezetességek
- Görögkatolikus temploma